# Raleigh-GAC/Saison 2014
Dieser Artikel listet Erfolge und Fahrer des Radsportteams Raleigh-GAC in der Saison 2014 auf.

## Abgänge – Zugänge
| Zugänge        | Team 2013               | Abgänge         | Team 2014                      |
| -------------- | ----------------------- | --------------- | ------------------------------ |
| Matthieu Boulo | Roubaix Lille Métropole | Lachlan Norris  | Drapac Professional Cycling    |
| Morgan Kneisky | Roubaix Lille Métropole | Mark O’Brien    | Avanti Racing Team             |
| Joseph Perret  | Team IG-Sigma Sport     | Matthew Holmes  | Madison Genesis                |
| Ian Wilkinson  | Team UK Youth           | Thomas Scully   | Madison Genesis                |
| Yanto Barker   | Team UK Youth           | Thomas Stewart  | Madison Genesis                |
| George Atkins  | Neoprofi                | Graham Briggs   | Rapha Condor JLT               |
| Liam Stones    | Neoprofi                | Thomas Moses    | Rapha Condor JLT               |
|                |                         | Sam Witmitz     | Team Budget Forklifts          |
|                |                         | Rob Britton     | Team SmartStop-Mountain Khakis |
|                |                         | Éric Berthou    | Karriereende                   |
|                |                         | Russell Hampton | Unbekannt                      |
|                |                         | Richard Lang    | Unbekannt                      |

## Mannschaft
| Name            | Geburtsdatum      | Nationalität           |
| --------------- | ----------------- | ---------------------- |
| George Atkins   | 18. August 1991   | Vereinigtes Königreich |
| Yanto Barker    | 6. Januar 1980    | Vereinigtes Königreich |
| Alexandre Blain | 7. März 1981      | Frankreich             |
| Matthieu Boulo  | 11. Mai 1989      | Frankreich             |
| Mark Christian  | 20. November 1990 | Vereinigtes Königreich |
| Morgan Kneisky  | 31. August 1987   | Frankreich             |
| Evan Oliphant   | 8. Januar 1982    | Vereinigtes Königreich |
| Joseph Perret   | 18. März 1991     | Vereinigtes Königreich |
| Liam Stones     | 23. Juli 1989     | Vereinigtes Königreich |
| Ian Wilkinson   | 14. April 1979    | Vereinigtes Königreich |